# Anton Olsen
Anton Wilhelm Olsen (ur. 15 maja 1887 w Oslo, zm. 27 kwietnia 1968 tamże) – norweski strzelec, brązowy medalista olimpijski.
Brał udział w tylko jednej edycji igrzysk olimpijskich, w roku 1920 w Antwerpii. Zdobył brązowy medal w konkurencji karabin małokalibrowy, stojąc, 50 m, drużynowo. Indywidualnie był szósty, z wynikiem 379 punktów.
Jego starszy brat Per Olaf Olsen również był strzelcem, olimpijczykiem z Londynu w 1908